# Acronicta aethiopica
Acronicta aethiopica là một loài bướm đêm trong họ Noctuidae.